# Melanitis constantia
Melanitis constantia är en fjärilsart som beskrevs av Pieter Cramer 1779. Melanitis constantia ingår i släktet Melanitis och familjen praktfjärilar. Inga underarter finns listade i Catalogue of Life.

## Bildgalleri

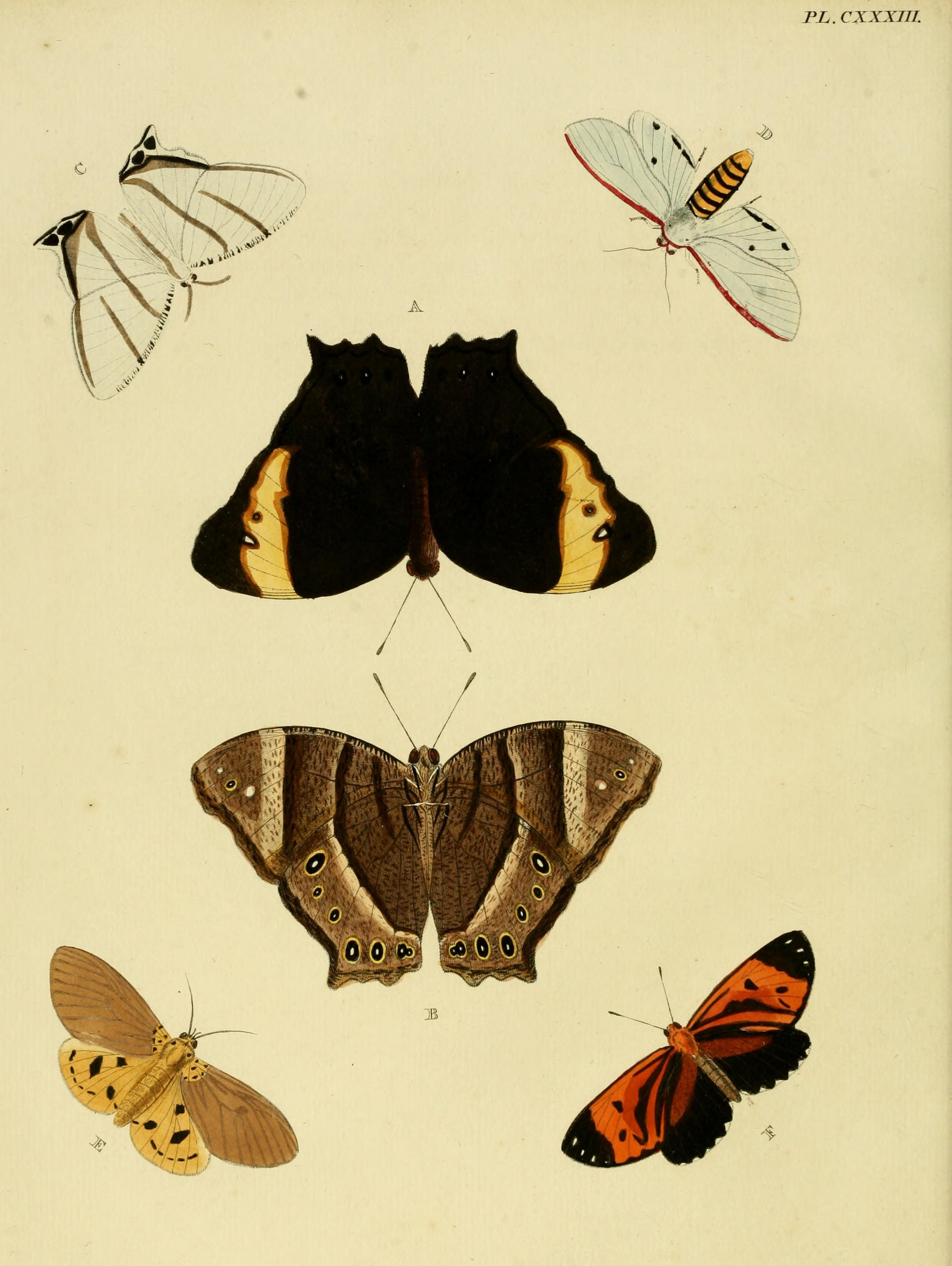